# Willy Van Mechelen
Willy Van Mechelen is een Belgisch drugscrimineel en voormalig rijkswachter, die sinds de jaren 1990 in verschillende drugsdossiers werd veroordeeld.

## Levensloop
Willy Van Mechelen was paracommando, maar vanaf eind jaren 1960 rijkswachter. Hij ging aan de slag bij de pas opgerichte anti-banditisme-eenheid brigade Diane en werd vervolgens adjudant-chef bij de drugssectie van de Antwerpse bewakings- en opsporingsbrigade (BOB), waar hij in nauw contact stond met de Antwerpse onderwereld en de drugsmaffia aanpakte. Zijn broer was pooier, wat hem veel informatie over de onderwereld opleverde. Het was een periode waarin de politie deals maakte met grote drugskartels die in ruil kleinere concurrenten verklikten en zelf drugs verhandelde in naam van de goede zaak, afgekeken van de Amerikaanse War on Drugs. Hij ontmaskerde tevens in 1980 Marcel Van Tongelen, de ontvoerder-moordenaar van industrieel Charles-Victor Bracht, en begin 1992 de ontvoerders van Anthony De Clerck, de kleinzoon van textielondernemer Roger De Clerck.
In juni 1995 werd hij aangehouden in de rijkswachtkazerne in de Korte Vlierstraat in Antwerpen. François Kind, commissaris van de Antwerpse gerechtelijke politie, had ontdekt dat Van Mechelen een oogje dichtkneep bij de aankomst van containers met hasj voor rekening van de Nederlandse drugsmaffia in de haven van Antwerpen en zich bovendien ook actief mengde in het drugsmilieu. Zijn praktijken kwamen onder meer ter sprake in de Nederlandse parlementaire IRT-commissie. In zijn periode bij de Rijkswacht was Van Mechelen bevriend met Robert Beijer en Madani Bouhouche, die net zoals hem rijkswachters waren, maar uiteindelijk zelf in de georganiseerde misdaad terechtkwamen. In 1997 schreef hij tijdens zijn gevangenschap het boek Topspeurder achter tralies. In 2002 veroordeelde het Antwerpse hof van beroep hem tot een gevangenisstraf van vijf jaar en een geldboete van 100.000 euro. Van Mechelen dook onder in Angola, waar hij chef bewaking van een bloeddiamantair werd, en Nederland, waar hij onder de naam van zijn broer leefde. In maart 2011 werd hij door de federale politie opgespoord en uitgeleverd. Na twee jaar mocht hij de gevangenis vanwege hartproblemen verlaten.
In 2014 werd Van Mechelen op een snelwegparking in Breukelen opgepakt met 325.990 euro cash op zak. Hij maakte samen met joods-orthodoxe diamantairs deel uit van een netwerk dat drugsgeld van Zuid-Amerikaanse bendes witwaste. In november 2020 veroordeelde de rechtbank in Antwerpen hem tot 15 maanden gevangenisstraf voor witwassen. Zijn veroordeling vond plaats terwijl hij reeds in de gevangenis van Hasselt verbleef. Op 29 september 2020 werd hij opgepakt vanwege zijn betrokkenheid bij een inkomend cocaïnetransport van 3.000 kilo. In november dat jaar werd ook een ander cocaïnetransport van 11.500 kilo aan zijn bende gelinkt. In april 2022 werd hij uit de gevangenis van Hasselt met een elektronische enkelband vrijgelaten. In februari 2023 werd hij door de Antwerpse kamer van inbeschuldigingstelling vrijgelaten onder voorwaarden. Hij staat in 2025 terecht in het proces rond Operatie Costa.